# أنتوني ديلابلاسي
أنتوني ديلابلاسي (بالفرنسية: Anthony Delaplace) مواليد 11 سبتمبر 1989 في فالوغنس، فرنسا، هو دراج فرنسي في صنف سباق الدراجات على الطريق.

## سباقات أو مراحل فاز بها
| التاريخ        | السباق                                   | المركز                                           |
| -------------- | ---------------------------------------- | ------------------------------------------------ |
| 12 سبتمبر 2010 | تور دي أفينير 2010                       | العاشر في تصنيف الجبال                           |
| 01 يناير 2011  | كأس فرنسا لركوب الدراجات على الطريق 2011 | الثاني في تصنيف أفضل شاب، الرابع في تصنيف النقاط |
| 01 يناير 2011  | لا رو تورانجيل 2011                      |                                                  |
| 29 مايو 2011   | 2011 Boucles de l'Aulne                  | الثاني في التصنيف العام                          |
| 31 يوليو 2011  | بولينورماند 2011                         | الفائز في التصنيف العام                          |
| 01 يناير 2012  | باريس تروا 2012                          |                                                  |
| 14 أبريل 2012  | طواف فينيستير 2012                       | العاشر في التصنيف العام                          |
| 03 أغسطس 2014  | بولينورماند 2014                         | الثامن في التصنيف العام                          |
| 28 سبتمبر 2014 | 2014 Duo Normand                         |                                                  |
| 21 مارس 2015   | لوار أتلانتيك الكلاسيكي 2015             |                                                  |
| 03 مايو 2015   | Grand Prix de la Somme 2015              | الثاني في التصنيف العام                          |
| 26 مارس 2017   | تور دو نورماندي 2017                     | الفائز في التصنيف العام                          |
| 24 سبتمبر 2017 | 2017 Duo Normand                         | الفائز في التصنيف العام                          |
| 03 يونيو 2018  | بوكليس دي لا مايين 2018                  | الأول في تصنيف الجبال                            |
| 26 سبتمبر 2021 | طواف دي بريتاجن 2021                     |                                                  |
| 12 أبريل 2022  | باريس-كاممبير 2022                       | الفائز في التصنيف العام                          |

## روابط خارجية
- أنتوني ديلابلاسي على موقع الاتحاد الدولي للدراجات (الإنجليزية)
- أنتوني ديلابلاسي على موقع أرشيف الدراجات (الإنجليزية)
- أنتوني ديلابلاسي على موقع إحصائيات الدراجات الإحترافية (الإنجليزية)
- أنتوني ديلابلاسي على موقع نسبة الدراجات (الإنجليزية)
- أنتوني ديلابلاسي على موقع CycleBase (الإنجليزية)